# Rakitovo (huyện)
Rakitovo là một huyện thuộc tỉnh Pazardzhik, Bungaria. Dân số thời điểm năm 2001 là 15868 người.